# NGC 5650
NGC 5650 (ook: NGC 5652) is een balkspiraalstelsel in het sterrenbeeld Maagd. Het hemelobject werd op 12 mei 1793 ontdekt door de Duits-Britse astronoom William Herschel.

## Synoniemen
- IRAS 14585+0691
- UGC 9334
- 8ZW 427
- MCG 1-37-20
- ZWG 47.72
- PGC 51865